# Kacper Urbański
Kacper Urbański, född 7 september 2004 i Gdańsk, är en polsk fotbollsspelare som spelar för Bologna och Polens herrlandslag i fotboll, där han var med i truppen vid fotbolls-EM 2024.